# 2009 en Colombie
2007 en Colombie - 2008 en Colombie - 2009 en Colombie - 2010 en Colombie - 2011 en Colombie
 2007 par pays en Amérique - 2008 par pays en Amérique - 2009 par pays en Amérique - 2010 par pays en Amérique - 2011 par pays en Amérique

## Chronologie

### Janvier 2009
- Mardi 13 janvier 2009 : 

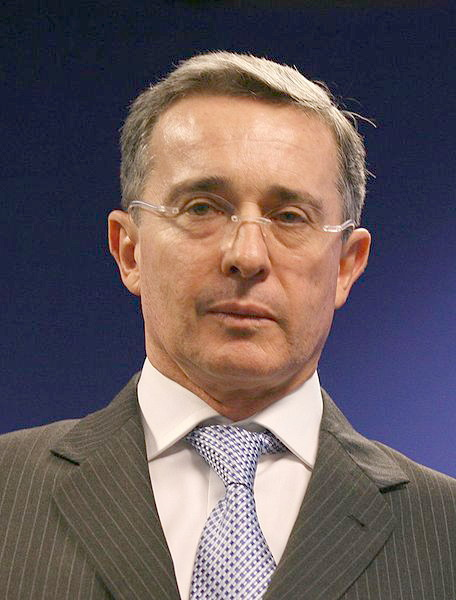
Alvaro Uribe
(janvier 2008)

  - Lors d'une cérémonie à la Maison Blanche le président américain George W. Bush a remis la médaille présidentielle de la Liberté au président Álvaro Uribe ainsi qu'aux anciens premiers ministres britannique Tony Blair et australien John Howard, saluant en eux des « dirigeants extraordinaires », qui sont aussi « trois bons amis ». Il a vanté « le courage personnel et la force de caractère immenses » exercés par Alvaro Uribe dans un pays qui menaçait de devenir un « narco-État » quand il a pris ses fonctions.
  - Un attentat commis par la guérilla des Farc, à l'aide de bombonnes de gaz bourrées d'explosif, à Roberto Payan (département de Narino, sud-ouest) a causé la mort de 5 personnes, dont trois enfants et une femme, et en blesse huit autres. Les FARC disposerait encore, selon les estimations, de 7 000 à 10 000 combattants, actifs principalement dans le sud et le sud-est de la Colombie.

- Mercredi 14 janvier 2009 : le directeur de l'organisation de défense des droits de l'homme Human Rights Watch, Kenneth Roth, raille le président américain George W. Bush pour avoir remis la plus haute distinction civile américaine au président Álvaro Uribe : « Si j'ai bien compris, la médaille de la Liberté a été accordée à Uribe pour sa promotion de la démocratie, de la liberté et des droits de l'homme. […] Personnellement, j'ai du mal à dire lequel des deux est le plus audacieux, le président Bush qui a accordé cette distinction en matière de droits de l'homme, ou le président Uribe qui l'a acceptée […] ni Bush ni Uribe n'ont de raison d'être fiers dans le domaine des droits de l'homme. »

- Mercredi 21 janvier 2009 : selon la police colombienne, quelque 16 040 personnes ont été victimes d'homicides en Colombie en 2008, contre 17 198 en 2007 et près de 29 000 en 2002, le chiffre le plus bas depuis les 30 dernières années, soit 33 morts violentes pour 100 000 habitants. Cali, capitale du département du Valle del Cauca (500 km au sud-ouest de Bogota), est la ville la plus dangereuse, avec un taux de 66 homicides pour cent mille habitants.

- Mercredi 28 janvier 2009 : une attaque contre un magasin menée par la guérilla des FARC fait deux morts et trois blessés.

### Février 2009
- Dimanche 1er février 2009 : 
  - La guérilla des Forces armées révolutionnaires de Colombie (Farc) libère 4 otages politiques, 3 policiers et un soldat dans le sud de la Colombie. La guérilla avait annoncé le 21 décembre qu'elle procéderait à la libération unilatérale de six de ses otages dits « politiques » sur 28, revenant sur sa décision de ne plus libérer d'otages sans contrepartie.
  - Dans la soirée, un attentat à la voiture piégée attribué à la guérilla des FARC fait deux morts et au moins trente blessés, à proximité d'un bâtiment de la police dans la ville de Cali, à 500 km au sud-ouest de Bogota. En août 2008, le palais de justice voisin avait déjà été visé par un attentat à la bombe qui avait tué quatre personnes.

- Mardi 3 février 2009 : 
  - La guérilla des Forces armées révolutionnaires de Colombie (Farc) libère l'ex-gouverneur du Meta, Alan Jara, enlevé en 2001 et remis à la sénatrice de gauche Piedad Cordoba et à des délégués du CICR. L'ex-gouverneur est le cinquième de six otages politiques que la guérilla des FARC s'est engagée à libérer. La guérilla détient encore 23 otages politiques.
  - Au moins vingt personnes trouvent la mort dans l'accident d'un bus qui a fait une chute de plus de 120 mètres dans le département de Choco (ouest).
  - Le président Álvaro Uribe accuse le correspondant de la radio RFI en Colombie, Hollman Morris et un autre journaliste, Jorge Enrique Botero, membre de la commission composée aussi de représentants du CICR partie chercher les otages, d'être « complices du terrorisme », l'un pour avoir interviewé des otages des Farc avant leur libération et l'autre pour avoir dénoncé des opérations aériennes de l'armée : Monsieur Botero et Monsieur Morris se réfugient derrière leur condition de journalistes pour être de permissifs complices du terrorisme. Hollman Morris a pu interroger juste avant leur libération les quatre otages politiques, mais n'a pas diffusé leurs propos, et Jorge Enrique Botero a accordé un entretien à la chaîne vénézuélienne Telesur dans lequel il dénonce les survols aériens par l'armée colombienne du site de la libération, estimant que celle-ci avait failli échouer de ce fait[1].

- Vendredi 6 février 2009 : La guérilla des FARC libère son dernier otage politique, Sigifredo López, un ancien député retenu prisonnier depuis 6 ans et 10 mois.

- Samedi 7 février 2009 : Le président Álvaro Uribe accuse les FARC de vouloir duper la population, après la libération unilatérale de six otages par la guérilla cette semaine : « Nous n'allons pas les laisser nous abuser. Ils parlent de paix, mais font couler le sang [… Nous n'allons pas laisser] les intellectuels des FARC nous duper avec un discours de paix qui, finalement, renforce le terrorisme ».

- Dimanche 8 février 2009 : selon José Obdulio Gaviria, un des plus proches conseillers du président, Álvaro Uribe n'acceptera pas un échange d'otages de la guérilla des FARC contre ses combattants incarcérés par les autorités : « L'accord humanitaire est une affaire qui se traite entre États, entre forces belligérantes. La Colombie n'est impliquée dans aucune guerre contre un État et n'a pas de prisonniers de guerre avec d'autres États ». Dans la semaine, les FARC ont libéré 6 de leurs 28 otages « politiques » mais échangeables de leur point de vue contre des combattants capturés par les autorités.

- Lundi 9 février 2009 : six militaires ont trouvé la mort lors d'une attaque de la guérilla marxiste des FARC  dans la localité de Morales (à 700 km au sud de Bogota).

- Jeudi 12 février 2009 : 
  - L'Organisation nationale indigène de Colombie (ONIC) — autorités civiles et aborigènes — accuse la guérilla des FARC d'avoir assassiné la veille, près de la localité de Guangarial, dix indiens qui les fuyaient après le massacre présumé de plusieurs des leurs, qui aurait été perpétré à l'arme blanche dans la municipalité de Ricaurte (département de Nariño, sud).
  - Le bureau du Haut Commissariat des Nations unies pour les réfugiés (HCR) à Bogota déclare avoir reçu des informations selon lesquelles des hommes, des femmes et trois enfants ont été assassinés le 4 février dans la réserve Awa de Tortugaña Telembi.
  - Au moins trois policiers et quatre civils sont tués dans une embuscade tendue par un groupe armé dans le département de Santander (nord-est). Appelés sur place pour des meurtres présumés, les policiers ont été attaqués à l'explosif et à l'arme légère. Il s'agit du quatrième attentat à l'explosif attribué à la guérilla des FARC depuis le 28 janvier.

- Mercredi 18 février 2009 : Un avion du renseignement de la Force aérienne colombienne s'est écrasé aux environs de la localité de La Dorada (nord-est) avec à son bord cinq ou six personnes.

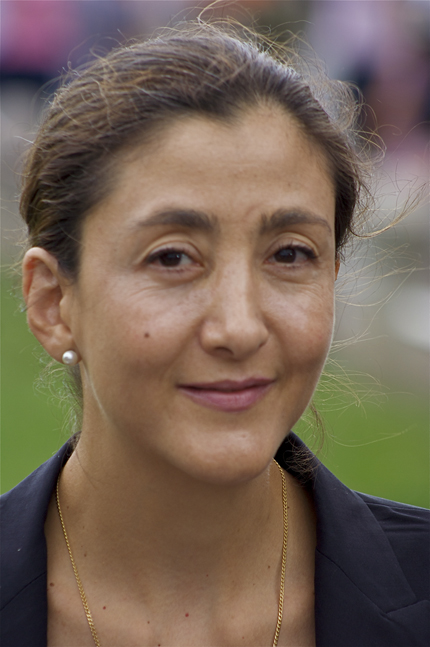
Ingrid Betancourt
(septembre 2008)

- Mardi 24 février 2009 : Parution d'un livre intitulé « Hors de captivité, survivre 1.967 jours dans la jungle colombienne »  de trois anciens otages américains des FARC — Keith Stansell, Marc Gonsalves et Tom Howes — dans lequel ils dénoncent l'« égoïsme, l'orgueil et l'arrogance » d'Íngrid Betancourt, donnant une autre image de la femme politique franco-colombienne qui incarnait pour beaucoup l'héroïsme et le courage. Ces trois américains menaient une opération anti-drogue pour le compte de l'armée américaine via la société Northrop Grumman Corp., lorsque leur avion s'est écrasé en février 2003. Ils ont alors été faits prisonniers. Ils la présentent comme une femme capable d'imposer sa volonté non seulement à ses compagnons d'infortune, mais aussi à ses geôliers. Ils l'accusent aussi d'avoir envoyé des messages à un chef rebelle en les qualifiant d'agents de l'agence américaine de renseignement pour demander leur transfert et d'avoir la guérilla à fouiller dans les affaires des autres otages[2].

- Vendredi 27 février 2009 : Dix guérilleros des FARC sont tués et huit autres sont capturés au cours de combats qui se sont déroulés dans une zone rurale des départements de Meta et Cundinamarca (centre). Un militaire est également mort au combat. Selon le général Oscar Gonzales, parmi les prisonniers figure Bernardo Mosquera Machado, n°2 du Front Antonio Narino des FARC, structure opérant dans le centre du pays.

### Mars 2009
- Lundi 2 mars 2009 : Au moins quatre militaires ont été tués au cours d'une attaque de la guérilla des Farc dans le sud-ouest du pays.

- Mercredi 4 mars 2009 : 
  - Le gouvernement admet  la responsabilité de l'État dans le massacre perpétré dans le nord-ouest du pays par des paramilitaires d'extrême droite, qui ont tué 43 personnes, dont trois enfants, en 1990, sans jamais être condamnés. Un arrêt rendu en 2006 par la Cour interaméricaine des droits de l'homme estimait « la Colombie n'a pas adopté les mesures préventives suffisantes » pour éviter que les paramilitaires parviennent jusqu'à Puerto Bello, la localité où s'est produit ce massacre, non loin de la frontière panaméenne. Cette reconnaissance publique de responsabilité de l'État colombien est la deuxième depuis le début de la démobilisation de quelque 30 000 paramilitaires, notamment des Autodéfenses unies de Colombie (AUC, extrême-droite), accusés d'avoir assassiné des milliers de civils depuis le début des années 1990. En septembre 2008, le gouvernement avait demandé publiquement pardon pour 342 assassinats commis entre 1986 et 1994, dans la région de Trujillo (sud-ouest).
  - L'ancien émissaire de la France en Colombie chargé du dossier Íngrid Betancourt, Noël Saez, remet  en cause la version officielle d'une opération héliportée surprise de l'armée colombienne ayant abouti à la libération d'Ingrid Betancourt et de quatorze autres otages[3].

- Jeudi 5 mars 2009 : 
  - L'ex-chef paramilitaire Jose Ever Veloza, alias « H.H. », qui a avoué son implication dans quelque 3 000 crimes, est  extradé vers les États-Unis, où il était recherché pour trafic de drogue. Il  fut l'un des plus importants chefs paramilitaires des Autodéfenses unies de Colombie (AUC, environ 30 000 combattants), créés à la fin des années 1980 pour défendre les propriétaires terriens contre les guérillas d'extrême-gauche, avant d'être démobilisées dans le cadre d'une négociation de paix entamée en 2003[4].
  - Selon un sondage Gallup, le taux de popularité du président Álvaro Uribe serait de 74 % parmi les Colombiens, contre 75 % en octobre 2008.

- Vendredi 6 mars 2009 : La police annonce avoir saisi 4 tonnes de cocaïne et 1,7 tonne de pâte de coca dans le département de Narino (sud), dans un laboratoire appartenant selon les autorités au groupe paramilitaire « Les aigles noirs » qui serait composé notamment d'anciens paramilitaires d'extrême-droite démobilisés dans le cadre d'un processus de paix entamé par le gouvernement d'Álvaro Uribe. L'organisation, présente notamment dans le nord-est et le sud-ouest du pays, dans les régions productrices de coca ou frontalières, se consacrerait essentiellement au trafic de drogue.

- Samedi 7 mars 2009 :  5 militaires sont tués et 8 autres sont blessés par une explosion dans le département de Meta (centre).

- Samedi 21 mars 2009 : 
  - 2 policiers sont tués à Toribío (département de Cauca) (sud-ouest) et un autre dans le département de Guaviare (sud-ouest).
  - Juan Carlos Lecompte, époux de la Franco-Colombienne Íngrid Betancourt, estime avoir été « trahi » par l'ex-otage des Farc, après qu'elle a déposé une demande de divorce, alors qu'il avait lutté pour sa libération.

- Lundi 23 mars 2009 : 
  - La police annonce avoir saisi  3,5 tonnes de cocaïne dissimulée dans un conteneur sur le port de Buenaventura. Le drogue appartenant à l'organisation mafieuse des « Rastrojos » était dissimulé dans un conteneur et conditionné dans 3 500 paquets de cocaïne pure. La production mondiale annuelle de cocaïne serait de 1 000 tonnes.
  - 3 policiers sont tués et 8 autres sont blessés au cours d'une attaque au mortier menée par une action conjointe des FARC et de l'ELN dans la localité de Santa Rosa (département de Bolivar).

- Samedi 28 mars 2009 : 
  - 5 militaires  de la septième division de l'armée de terre sont morts  dans un secteur miné entre les localités de Yarumal et de Campamentochamp (département d'Antioquia, nord-ouest). Les militaires cherchaient justement à déminer le terrain piégé par les FARC marxistes. Depuis une semaine, une vingtaine de soldats et policiers ont péri dans différentes attaques attribuées à la guérilla. Selon  les autorités, celle-ci pourrait chercher à commémorer son « mars noir » (mars 2008)  où elle a perdu plusieurs de ses dirigeants historiques, dont son fondateur Manuel Marulanda.
  - Le président Álvaro Uribe rejette  tout dialogue avec la guérilla marxiste des Farc, estimant qu'il ne pouvait discuter avec les auteurs d'attaques contre des civils : « Quel dialogue peut-il y avoir avec ces bandits qui se font remarquer en plaçant des explosifs à proximité des écoles et sur les chemins fréquentés par des enfants ? […] On dialogue avec la démocratie, on ne dialogue pas avec des terroristes ». Il accuse les FARC de ne pas aller au combat mais « d'affronter les policiers et soldats avec des mines antipersonnel ».

- Dimanche 29 mars 2009 : Les FARC n'exigent plus la démilitarisation de certaines parties du territoire colombien comme condition indispensable à la libération des otages qu'elle détient en vue d'un échange de prisonniers détenus par le gouvernement.

- Mardi 31 mars 2009 : Le président Álvaro Uribe se dit prêt à engager des pourparlers de paix avec les Forces armées révolutionnaires de Colombie (FARC) si cette rébellion marxiste décrète un cessez-le-feu pouvant être contrôlé comme la condition sine qua non du processus de négociations. La veille, le président avait publiquement écarté tout dialogue avec les FARC.

### Avril 2009
- Jeudi 2 avril 2009 : Selon le dirigeant de la communauté indigène Luis Andrade, la guérilla marxiste des FARC a torturé huit indiens Awa assassinés dans le département de Narino (sud), allant jusqu'à ouvrir le ventre de deux femmes enceintes : « Nous avons découvert des corps ouverts du coup jusqu'à l'estomac, sans les fœtus […] Tous portaient des traces de torture ». Les Forces armées révolutionnaires de Colombie ont reconnu, le 17 février, avoir exécuté huit Awas, accusés d'être des informateurs de l'armée. Les Awa avaient pour leur part affirmé que 17 des leurs avaient disparu. Ces exécutions avaient entraîné la fuite de quelque1 300 indigènes vivant dans la réserve de Tortugal (sud).

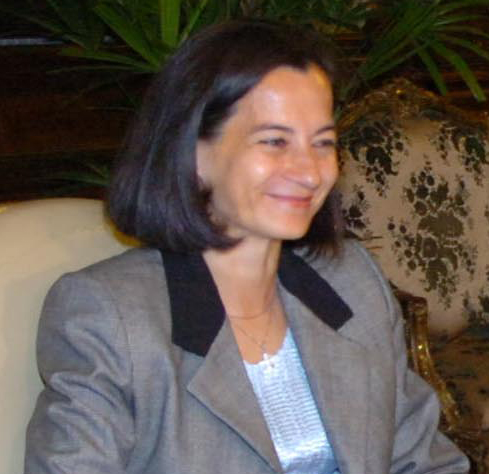
Clara Rojas
(Mars 2008)

- Lundi 6 avril 2009 : L'ex-otage des FARC, l'avocate Clara Rojas (45 ans), qui fut l'adjointe de l'ex-candidate à la présidence colombienne, critique l'attitude de la Franco-colombienne Íngrid Betancourt lors de leur captivité et la « jalousie » de sa famille, dans un entretien au quotidien El Tiempo de Bogota, accusant la famille Betancourt d'avoir retenu des preuves de vie qui la concernaient « par jalousie excessive », afin qu'Ingrid conserve le « rôle principal ». Enlevée avec Ingrid Betancourt lors de la campagne électorale en février 2002, l'ancien otage exprime cette amertume dans son livre « Prisonnière », qui retrace ses six années de détention dans la jungle.

- Mercredi 15 avril 2009 : Le plus puissant narcotrafiquant colombien Daniel Rendon Herrera, alias « Don Mario », un ex-paramilitaire d'extrême-droite, considéré par le gouvernement comme le plus puissant narcotrafiquant du pays, est arrêté dans la nuit de mardi à mercredi, dans la région d'Uraba (nord-ouest) où le trafiquant était implanté.

- Jeudi 16 avril 2009 : Les FARC annoncent leur intention de libérer sans contrepartie un militaire enlevé en décembre 1997, dans le département de Putumayo (sud). La sénatrice du Parti libéral, Piedad Cordoba, avait déjà obtenu la libération de 6 otages début février. Selon le Fonds national pour la défense de la liberté personnelle (Fondelibertad), 125 personnes sont détenues par les FARC et 49 autres par des bandes criminelles, mais 1 502 autres personnes sont toujours « recherchées » après leur enlèvement.

- Dimanche 26 avril 2009  : Selon un rapport publié par le Fonds national  pour la  défense de la liberté personnelle (Fondelibertad), 87 personnes, dont 9 mineurs, ont été enlevées en Colombie depuis le début de l'année, dont seulement dix sont encore otages. Pour les 77 autres, 50 ont été libérées grâce à l'intervention des forces  de l'ordre, 4 ont été tuées par leurs ravisseurs, 14 ont été libérées  en échange de rançons et neuf ont réussi à s'enfuir. Dans 63 affaires les ravisseurs appartenaient à la  délinquance ordinaire, dans 16 affaires à la guérilla aux FARCs, dans 5 affaires à des « bandes  criminelles  » et dans 3 affaires à la guérilla guévariste de l'Armée de libération nationale (ELN).

- Mercredi 29 avril 2009  : 10 militaires sont tués lors de combats avec la  guérilla des Farc, dans le nord près de la  frontière avec le Venezuela.

### Mai 2009
- Dimanche 3 mai 2009 : Premier cas de grippe H1N1 en Colombie sur un homme de retour du Mexique.

- Dimanche 10 mai 2009 : Sept militaires sont tués et quatre autres blessés dans une embuscade des FARC dans le département de Narino (sud).

- Mardi 12 mai 2009 : Le Fonds monétaire international accorde à la Colombie une ligne de crédit modulable de 10,5 milliards de dollars. Ce type de prêt est réservé aux économies les mieux gérées et elle est le troisième pays à l'obtenir.

- Mercredi 20 mai 2009 : Une importante radio gay, Radio Diversia, a été obligé de fermer après un an et demi d'émissions, après que son directeur a été contraint de quitter le pays à la suite de sérieuses menaces de mort. L'équipe des 5 speakers est contrainte désormais de vivre dans la « clandestinité » : « Nous avions une programmation 24 heures sur 24 et menions des débats pour promouvoir le droit à la liberté sexuelle ». La radio a été déménagée vers de nouveaux locaux gardés secrets ; elle continuera d'émettre sur internet et émettra sur les ondes désormais une heure par semaine vers ses 3 800 auditeurs habituels.

- Jeudi 21 mai 2009 :
  - Un rapport temporaire de l'agence antidrogue des Nations unies, les surfaces consacrées à la culture de la feuille de coca en Colombie ont chuté de 18 % en 2008, 81 000 hectares ont été consacrés à la culture de plants de coca en 2008, contre 99 000 ha en 2007. La culture de la coca a diminué dans le sud (départements de Putumayo et Guaviare) ainsi que le nord-ouest (département d'Antioquia), mais enregistré une hausse dans les zones frontalières, en particulier près du Venezuela, département Norte del Valle (+48 %) et de l'Équateur. La production colombienne de cocaïne serait pour 2008 autour des 500 tonnes, contre 600 tonnes précédemment, ce qui aurait entraîné une forte hausse du prix du gramme de cette drogue sur le marché américain, de 97 dollars en janvier 2007 à 199 dollars en décembre 2008. Pour compenser la chute de production les narcotrafiquants vendent une drogue beaucoup moins pure. Les FARC tireraient quelque 600 millions de dollars annuels de la vente de la drogue[5].
  - Le président Álvaro Uribe estime lors d'une discussion sur l'élection présidentielle qu'il ne serait « pas convenable » qu'il soit candidat une troisième fois en 2010, car le pays a « de bons leaders » et qu'il ne faut pas « s'accrocher au pouvoir », affirmant « je ne souhaiterais pas […] que les nouvelles générations me voient comme quelqu'un qui s'accroche au pouvoir ».

### Juin 2009
- Mercredi 10 juin 2009 :
  - Le président Álvaro Uribe défend fermement à Montréal l'image de son pays au sujet des droits de l'homme et appelle le Canada à ratifier un accord de libre-échange avec la Colombie, actuellement bloqué au Parlement canadien, déclarant qu'au niveau des droits de l'homme, la Colombie a « encore des problèmes, c'est un fait, mais nous faisons de grands efforts ». « La Colombie a démantelé les organisations paramilitaires, a affaibli la guérilla mais tant que subsiste le narcotrafic […] il y a un danger […] Les résultats sont là : il y avait 4 000 enlèvements par année en Colombie, l'an passé il y en a eu 197. Et il y a encore eu une réduction importante cette année ».
  - Selon le rapport annuel des violations des droits syndicaux de la Confédération syndicale internationale, 49 syndicalistes ont été assassinés en raison de leurs actions de défense des droits des travailleurs en 2008 en Colombie, soit 10 fois plus qu'en 2007.

- Samedi 13 juin 2009, Meta : Quatre guérilleros des Farc ont été abattus au cours de combats avec des soldats colombiens dans le centre du pays, à Serrania de la Macarena. Le reste du groupe des guérilleros, membres des FARC, a pris la fuite, abandonnant le camp, où l'armée a récupéré une dizaine de fusils et de grenades, ainsi qu'un ordinateur portable.

- Vendredi 19 juin 2009 :
  - Le vice-ministre de la Défense Sergio Jaramillo s’inquiète de la hausse des surfaces consacrées à la culture des champs de coca à ses frontières, en particulier près de l’Équateur, comme l'indique le rapport publié à Vienne par l'office des Nations unies contre la drogue et le crime (UNDOC).  Les départements colombiens de Narino et Putumayo, à la frontière équatorienne, arrivent en tête, « en termes de culture de la feuille de coca », avec 36 % du total. Les guérillas, qui comptent près de 12 000 combattants, se sont par endroits alliées à d'anciens paramilitaires d'extrême-droite démobilisés pour mener ce trafic[6].
  - Le rapporteur spécial des Nations unies sur les exécutions extrajudiciaires, Philip Alston, accuse l'armée colombienne d'avoir exécuté systématiquement des civils, et de ne pas admettre « l'ampleur du problème », dont l'importance a été révélée à l'automne 2008, entraînant depuis la destitution de plus de 40 militaires, dont trois généraux. Le rapport définitif sur les exécutions arbitraires en Colombie sera publié au plus tard dans cinq mois. Selon l'ONG, « Commission colombienne des juristes », au moins 1 205 civils ont été victimes de ces crimes, pour la plupart restés impunis, entre le mois de juillet 2002 et juillet de l'année 2008[7].

- Lundi 22 juin 2009, Valle del Cauca : six policiers ont été tués et quatre autres gravement blessés dans une embuscade tendue par la guérilla des FARC à Timba (sud). Les agents ont été attaqués alors qu'ils se rendaient en camion dans une zone où ils protègent des équipes d'éradication de la coca.

- Jeudi 25 juin 2009 : la Marine colombienne a saisi 1,9 tonne de cocaïne dissimulée dans un bateau de pêche, battant pavillon colombien, et naviguant en mer des Caraïbes. L'embarcation a été arraisonnée par les garde-côtes au large du port de Carthagène. Quatre marins ont été interpellés.

- Mardi 30 juin 2009 : les garde-côtes ont saisi 1,9 tonne de cocaïne dissimulée dans un hors-bord naviguant dans le golfe d'Uraba en mer des Caraïbes. Poursuivis, les trafiquants ont abandonné leur embarcation sur une plage du département d'Antioquia.

### Juillet 2009
- Dimanche 12 juillet 2009 :
  - Le bilan de la grippe A(H1N1) est de six morts pour 165 cas apparus depuis le 3 mai.
  - Selon le journal El Tiempo, les services de renseignement colombiens ont pu établir que la guérilla marxiste colombienne des Forces armées révolutionnaires de Colombie a cherché à se procurer en décembre 2008 une vingtaine de missiles sol-air de fabrication russe Igla-S24, d'une portée de 6 km, à travers des contacts au Venezuela. Les Farc compteraient encore entre 6 000 et 10 000 combattants[8].

- Dimanche 19 juillet 2009 : l'attaque d'un village par les Farc près de Corinto fait 3 morts et 18 blessés.

- Samedi 24 juillet 2009 : le bombardement aérien d'un camp de rebelles des Forces armées révolutionnaires de Colombie (FARC) on fait au moins 16 morts par les guérilleros.

- Lundi 27 juillet 2009 : la Suède demande des explications au Venezuela sur la façon dont des armes suédoises avaient pu être découvertes en Colombie dans un camp de la guérilla marxiste des Farc, dont  plusieurs lance-roquettes antichar AT4 de chez Saab[9].